# Phaeogenes foveolatus
Phaeogenes foveolatus är en stekelart som beskrevs av Perkins 1953. Phaeogenes foveolatus ingår i släktet Phaeogenes, och familjen brokparasitsteklar. Arten är reproducerande i Sverige.